# Brenden Aaronson
Pour les articles homonymes, voir Aaronson.
Brenden Aaronson, né le 22 octobre 2000 à Medford dans le New Jersey aux États-Unis, est un joueur international américain de soccer qui joue au poste de milieu offensif à  Leeds United.

## Biographie

### Union de Philadelphie
Né à Medford dans le New Jersey aux États-Unis, Brenden Aaronson est formé par le Union de Philadelphie où il joue avec les équipes de jeunes puis avec l'équipe réserve. Le 17 septembre 2018, Aaronson signe son premier contrat professionnel alors qu'il n'est âgé que de dix-sept ans, et il est annoncé qu'il intègrera l'équipe première pour la saison 2019 de Major League Soccer.
Il joue son premier match en équipe première lors de cette saison 2019 donc, le 18 mars, lors de la troisième semaine de championnat face à Atlanta United. Titulaire lors de cette rencontre, il inscrit également son premier but en ouvrant le score mais Philadelphie se fait finalement rejoindre et les deux équipes se séparent sur un score nul (1-1).

### Red Bull Salzbourg
Le 16 octobre 2020 est annoncé le transfert de Brenden Aaronson au Red Bull Salzbourg à compter du 1er janvier 2021. Le transfert est estimé à six millions de dollars (un peu plus de cinq millions d'euros), ce qui fait de lui le transfert le plus élevé jamais réalisé pour un joueur américain basé aux États-Unis.
Le 1er mai 2021, Aaronson remporte son premier trophée avec Salzbourg, la coupe d'Autriche, contre le LASK Linz. Il est titularisé au poste d'ailier gauche et marque un but avant d'être remplacé par Luka Sučić. Son équipe s'impose par trois buts à zéro,. Il devient champion d'Autriche en 2021, le RB Salzbourg étant sacré champion pour la huitième fois d'affilée.
La saison suivante, il participe à une dizaine de rencontres de Ligue des champions, inscrivant deux buts face au Brøndby IF en tour de barrages et délivrant deux passes décisives face au Bayern Munich en huitièmes de finale de la compétition. Il conclut cette saison 2021-2022 part un deuxième titre en championnat comme en coupe.

### Leeds United
Auteur de prestations remarquées en Ligue des champions avec le Red Bull Salzbourg, il attire l'intérêt de plusieurs formations européennes et notamment de Leeds United dont le nouvel entraîneur, son compatriote Jesse Marsch et ancien technicien à Salzbourg, est arrivé au printemps 2022 qui accentue les efforts de la formation anglaise pour le recruter. Le 26 mai 2022, le transfert est finalement officialisé et il rejoint la Premier League pour un transfert d'environ trente-deux millions d'euros,, devenant le deuxième transfert le plus important (derrière Christian Pulisic) pour un joueur américain avec trente millions de dollars,.
Aaronson joue son premier match pour Leeds le 6 août 2022, lors de la première journée de la saison 2022-2023 de Premier League face aux Wolverhampton Wanderers. Il est titularisé ce jour-là et son équipe l'emporte par deux buts à un. Aaronson inscrit son premier but pour Leeds le 21 août suivant, contre le Chelsea FC, en championnat. Il contribue ainsi à la victoire de son équipe par trois buts à zéro. Il s'agit de la première victoire de Leeds sur Chelsea depuis 2002.

### Prêt à l'Union Berlin
Au terme de sa première saison avec Leeds United, le club est relégué en Championship. Le 9 juillet 2023, il est alors prêté pour une saison en Bundesliga à l'Union Berlin, club étant qualifié pour la Ligue des champions.

### En sélection
Brenden Aaronson honore sa première sélection avec l'équipe nationale des États-Unis pour un match face au Costa Rica le 1er février 2020. Il est titulaire et son équipe s'impose sur le score de un but à zéro.
Le 9 novembre 2022, il est sélectionné par Gregg Berhalter pour participer à la Coupe du monde 2022.

## Vie privée
Brenden Aaronson est le frère de Paxten Aaronson, lui aussi joueur professionnel de soccer.

## Statistiques
| Saison                | Club                  | Championnat           | Championnat | Championnat | Championnat | Coupe(s) nationale(s) | Coupe(s) nationale(s) | Coupe(s) nationale(s) | Compétition(s) continentale(s) | Compétition(s) continentale(s) | Compétition(s) continentale(s) | Compétition(s) continentale(s) | Séries | Séries | Séries | États-Unis | États-Unis | États-Unis | Total | Total | Total |
| Saison                | Club                  | Division              | M.          | B.          | P.d.        | M.                    | B.                    | P.d.                  | Comp.                          | M.                             | B.                             | P.d.                           | M.     | B.     | P.d.   | M.         | B.         | P.d.       | M.    | B.    | P.d.  |
| 2017                  | Steel de Bethlehem    | USL                   | 5           | 0           | 0           | -                     | -                     | -                     | -                              | -                              | -                              | -                              | 1      | 0      | 0      | -          | -          | -          | 6     | 0     | 0     |
| 2018                  | Steel de Bethlehem    | USL                   | 16          | 1           | 5           | -                     | -                     | -                     | -                              | -                              | -                              | -                              | 2      | 0      | 0      | -          | -          | -          | 18    | 1     | 5     |
| Sous-total            | Sous-total            | Sous-total            | 21          | 1           | 5           | -                     | -                     | -                     | -                              | -                              | -                              | -                              | 3      | 0      | 0      | -          | -          | -          | 24    | 1     | 5     |
| 2019                  | Union de Philadelphie | MLS                   | 28          | 3           | 2           | 0                     | 0                     | 0                     | -                              | -                              | -                              | -                              | 2      | 0      | 0      | -          | -          | -          | 30    | 3     | 2     |
| 2020                  | Union de Philadelphie | MLS                   | 26          | 4           | 7           | -                     | -                     | -                     | -                              | -                              | -                              | -                              | 1      | 0      | 0      | 2          | 1          | 1          | 29    | 5     | 8     |
| Sous-total            | Sous-total            | Sous-total            | 54          | 7           | 9           | 0                     | 0                     | 0                     | -                              | -                              | -                              | -                              | 3      | 0      | 0      | 2          | 1          | 1          | 59    | 8     | 10    |
| 2020-2021             | Red Bull Salzbourg    | Bundesliga            | 20          | 5           | 4           | 3                     | 2                     | 0                     | C3                             | 2                              | 0                              | 0                              | -      | -      | -      | 5          | 0          | 0          | 30    | 7     | 4     |
| 2021-2022             | Red Bull Salzbourg    | Bundesliga            | 26          | 4           | 4           | 5                     | 0                     | 2                     | C1                             | 10                             | 2                              | 2                              | -      | -      | -      | 17         | 4          | 3          | 58    | 10    | 11    |
| Sous-total            | Sous-total            | Sous-total            | 46          | 9           | 8           | 8                     | 2                     | 2                     | -                              | 12                             | 2                              | 2                              | -      | -      | -      | 22         | 5          | 3          | 88    | 18    | 15    |
| 2022-2023             | Leeds United          | Premier League        | 36          | 1           | 3           | 4                     | 0                     | 0                     | -                              | -                              | -                              | -                              | -      | -      | -      | 11         | 1          | 0          | 51    | 2     | 3     |
| 2024-2025             | Leeds United          | Championship          | 46          | 9           | 2           | 1                     | 0                     | 0                     | -                              | -                              | -                              | -                              | -      | -      | -      | 8          | 0          | 1          | 55    | 9     | 3     |
| Sous-total            | Sous-total            | Sous-total            | 82          | 10          | 5           | 5                     | 0                     | 0                     | -                              | 0                              | 0                              | 0                              | -      | -      | -      | 18         | 1          | 1          | 105   | 11    | 6     |
| 2023-2024             | Union Berlin (prêt)   | Bundesiga             | 30          | 2           | 2           | 2                     | 0                     | 0                     | C1                             | 6                              | 0                              | 0                              | -      | -      | -      | 10         | 0          | 0          | 48    | 2     | 2     |
| Sous-total            | Sous-total            | Sous-total            | 30          | 2           | 2           | 2                     | 0                     | 0                     | -                              | 6                              | 0                              | 0                              | -      | -      | -      | 10         | 0          | 0          | 48    | 2     | 2     |
| Total sur la carrière | Total sur la carrière | Total sur la carrière | 203         | 22          | 28          | 15                    | 2                     | 2                     | -                              | 18                             | 2                              | 2                              | 6      | 0      | 0      | 52         | 9          | 5          | 294   | 35    | 37    |

## Palmarès

### En club
Red Bull Salzbourg
- Champion d'Autriche en 2021 et 2022
- Vainqueur de la Coupe d'Autriche en 2021 et 2022

 Leeds United
- Champion de Championship en 2025

### En sélection
États-Unis
- Vainqueur de la Ligue des nations en 2023 et 2024